# 수대항 (신안군)
수대항은 전라남도 신안군 비금면 수대리에 있는 어항이다. 1972년 3월 7일 지방어항으로 지정하여 관리하고 있다. 시설관리자는 신안군수이다.

## 지정구역
- 지정구역: 80,000㎡〔육상구역(5,490㎡), 해상구역(74,510㎡)〕신안군 비금면 수대리 1번 (X:136,269.350, Y:102,474.779)에서 정남방향으로 148m 이격된 2번(X:136,120.867, Y:102,474.779)에서 서측방향으로 3번 (X:136,120.867, Y:102,014.601)에서 정북방향으로 4번(X:136,269.965, Y:102,014.601)를 연결한 선을 따라 형성된 공유수면[1]

## 어항 시설
- 선착장 25m, 물양장 41.5m

## 주요 어종
- 새우, 병어, 꽃게